# Isole Tremiti
Isole Tremiti község (comune) Olaszország Puglia régiójában, Foggia megyében, mely a Tremiti-szigetek területét foglalja magába.

## Fekvése
A Tremiti-szigetek 25 km-re északra fekszenek a Gargano-félszigettől.

## Története
A szigetcsoport neve onnan származik, hogy gyakran érintették földrengések. Az első településnyomok az i.e. 3 századból származnak. A legendák szerint Diomédesz trójai veterán alapította. Innen származik római kori elnevezése is Insulae Diomedeae. A 8. században épült fel San Nicola szigetén a Santa Maria-apátság. Kezdetben a Monte Cassinó-i bencések, majd a ciszterciek fennhatósága alatt volt. A 14. században kalózok pusztították el és csak a 15. században építettek újra. A szigeteken töltötte száműzetését Julia, Augustus római császár lánya. Benito Mussolini fasiszta rezsimje idején politikai foglyokat őriztek a szigeteken.

## Népessége
A népesség számának alakulása:

## Főbb látnivalói
- Santa Maria-apátság
- Karsztbarlangok (Grotta delle viole, Grotta del Bue Marino, Grotta delle Murene )